# The Monkey Wrench Gang
The Monkey Wrench Gang je nejslavnější román amerického spisovatele Edwarda Abbeyho. Zápletka knihy vydané v roce 1975 se točí okolo čtyřčlenné skupiny, která je znepokojena poškozováním životního prostředí na americkém jihozápadě a různými způsoby se snaží sabotovat činnost stavebních či těžebních společností, které dle nich životní prostředí ničí. Jako symboly ničení přírody jsou v knize chápány přehrada Glen Canyon, obrovská betonová konstrukce, která přehrazením řeky Colorado vytvořila obrovské jezero a zničila scenérii Glen Canyonu a nedaleko stojící uhelná elektrárna Navajo, která zásobuje elektřinou Kalifornii a Nevadu, ale sama stojí v relativně opuštěné oblasti Arizony, jejíž ovzduší svými emisemi znečišťuje.

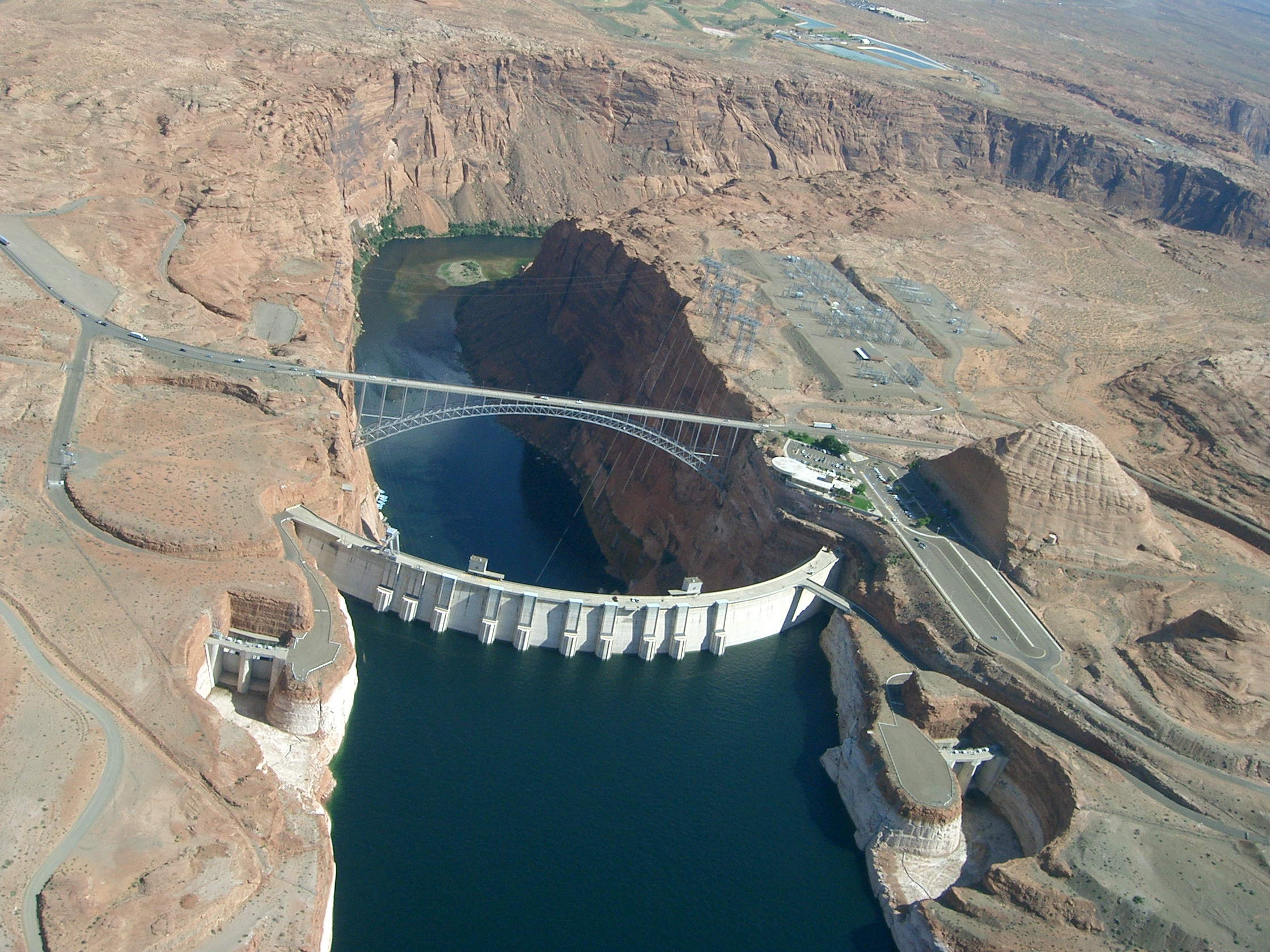
Přehrada Glen Canyon, která je pro hrdiny románu symbolem ničení přírody.

Hrdinové knihy používají v boji proti společnostem ničícím životní prostředí různé formy sabotáží, od sypání písku do nádrží buldozerů až po bombový útok na vlak převážející uhlí. Mnoho radikálních ochránců přírody se těmito metodami inspirovalo a v současnosti se termínem monkeywrenching označují sabotáže prováděné ve jménu ochrany přírody. Kniha The Monkey Wrench Gang je někdy označována jako bible ekoteroristů.

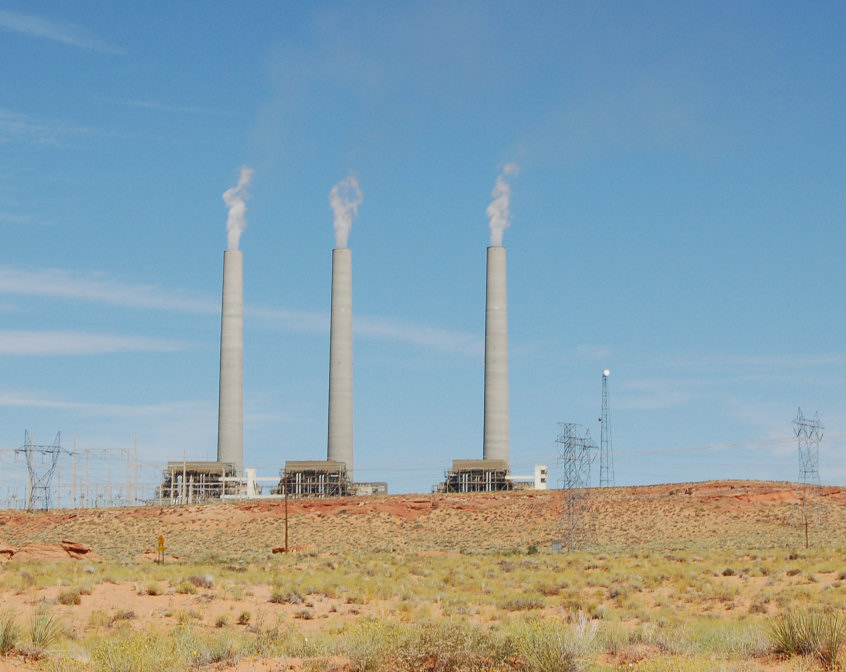
Elektrárna Navajo, další ze symbolů ničení životního prostředí.

Hrdinové Abbeyho knihy se ovšem v mnohém liší od současného stereotypního vnímání radikálních ochránců přírody, neboť jezdí velkými auty, jedí rádi maso, vlastní zbraně, popíjejí pivo a prázdné plechovky odhazují podél silnice. Stejně tak pohrdají etablovanými environmentalistickými organizacemi jako je například Sierra Club, které jsou dle nich těsně propojeny s establishementem a jsou ochotny činit mu výrazné ústupky, k čemuž došlo v případě stavby přehrady Glen Canyon.
Na The Monkey Wrench Gang navazuje Abbeyho román Hayduke Lives z roku 1989. The Monkey Wrench Gang byl inspirací pro knihu Ecodefense: A Field Guide To Monkeywrenching Davida Foremana, jednoho ze zakladatelů organizace Earth First!, která je de facto návodem ke správnému provádění monkeywrenchingu. Catherine Hardwicke v současnosti připravuje filmovou adaptaci románu The Monkey Wrench Gang. Do českého jazyka nebyla kniha přeložena.